# Monthòrt
Monthòrt (en francès Montfort-en-Chalosse) és un municipi francès situat al departament de les Landes i a la regió de la Nova Aquitània.

## Demografia
| 1962                                       | 1968  | 1975  | 1982  | 1990  | 1999  | 2007  |
| ------------------------------------------ | ----- | ----- | ----- | ----- | ----- | ----- |
| 1.071                                      | 1.114 | 1.017 | 1.031 | 1.116 | 1.210 | 1.152 |
| Des de 1962: població sense dobles comptes |       |       |       |       |       |       |

## Administració
| Període | Identitat                 | Partit |
| ------- | ------------------------- | ------ |
| 2001-   | Françoise Dartigue-Peyrou |        |